# Hirudo medicinalis

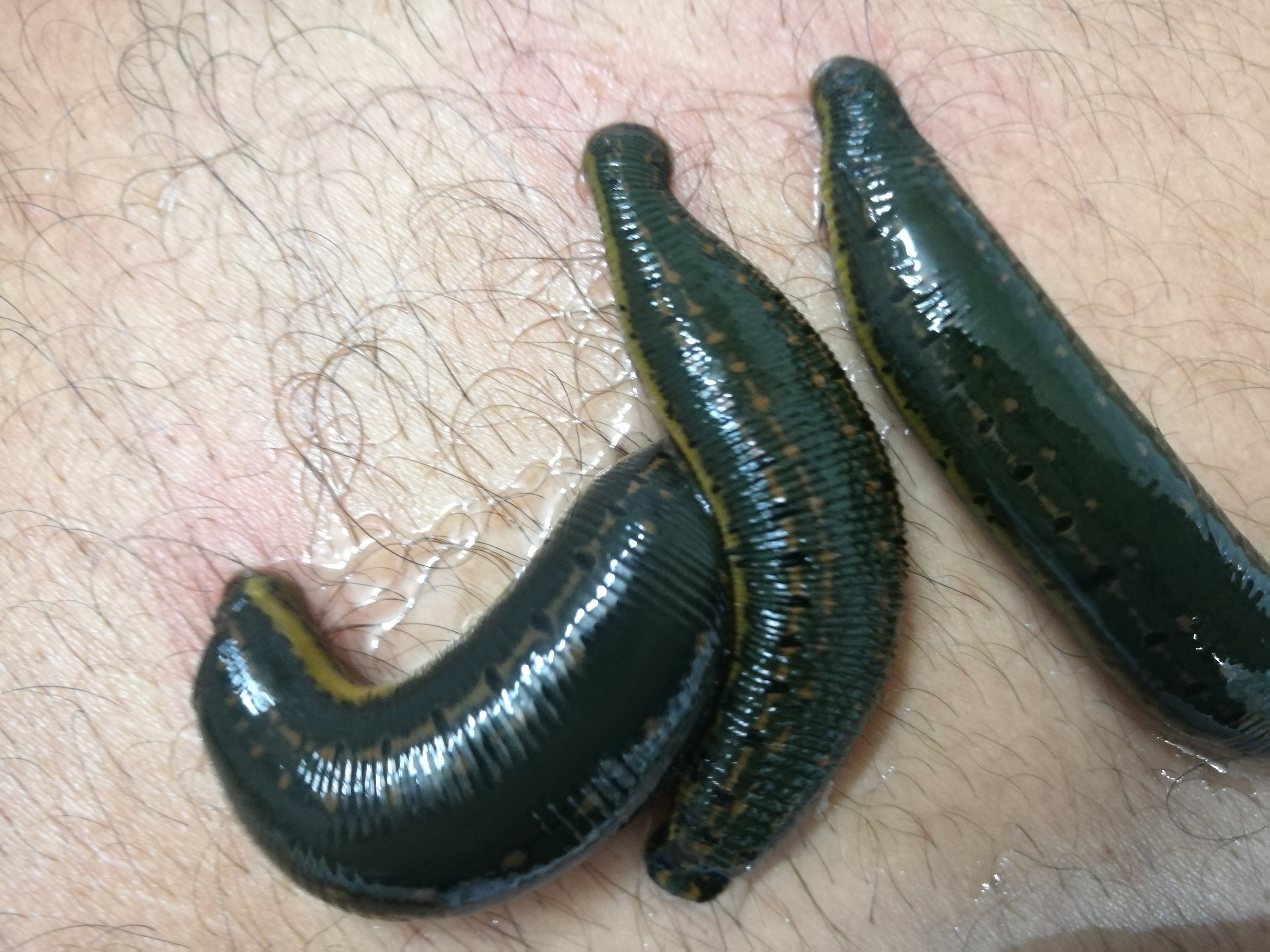
Hirudo medicinalis

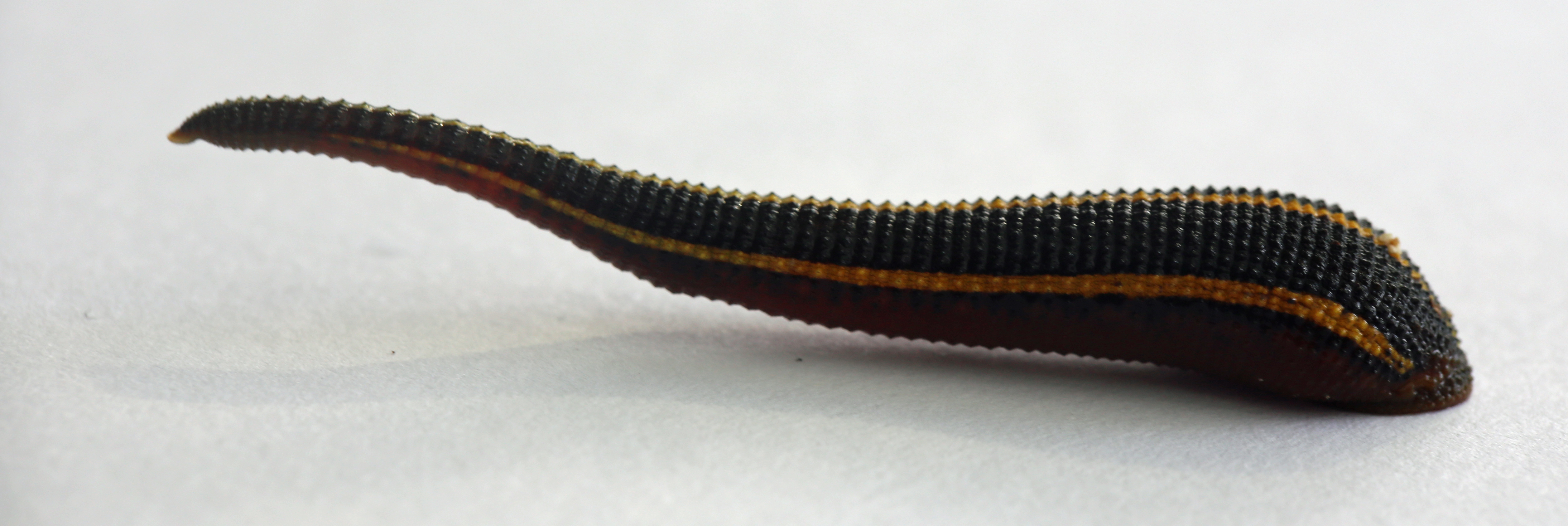
Hirudo medicinalis

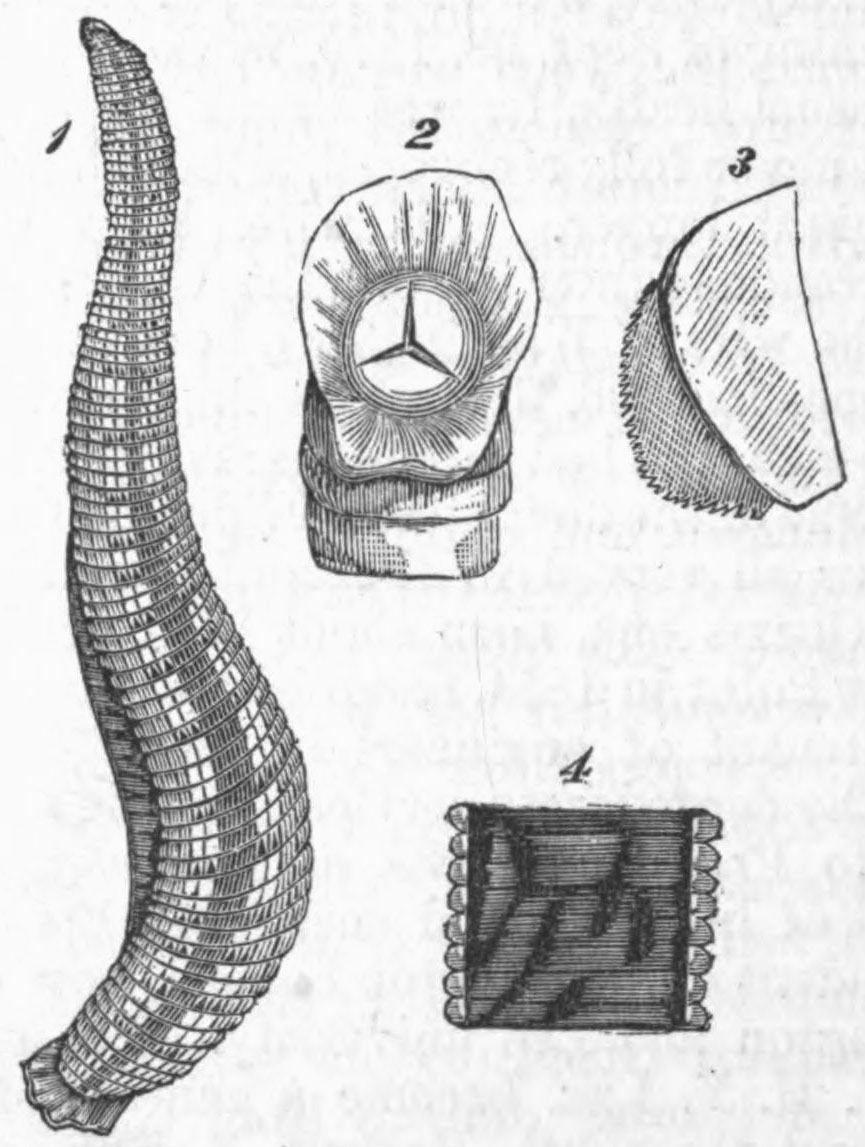
Hirudo medicinalis

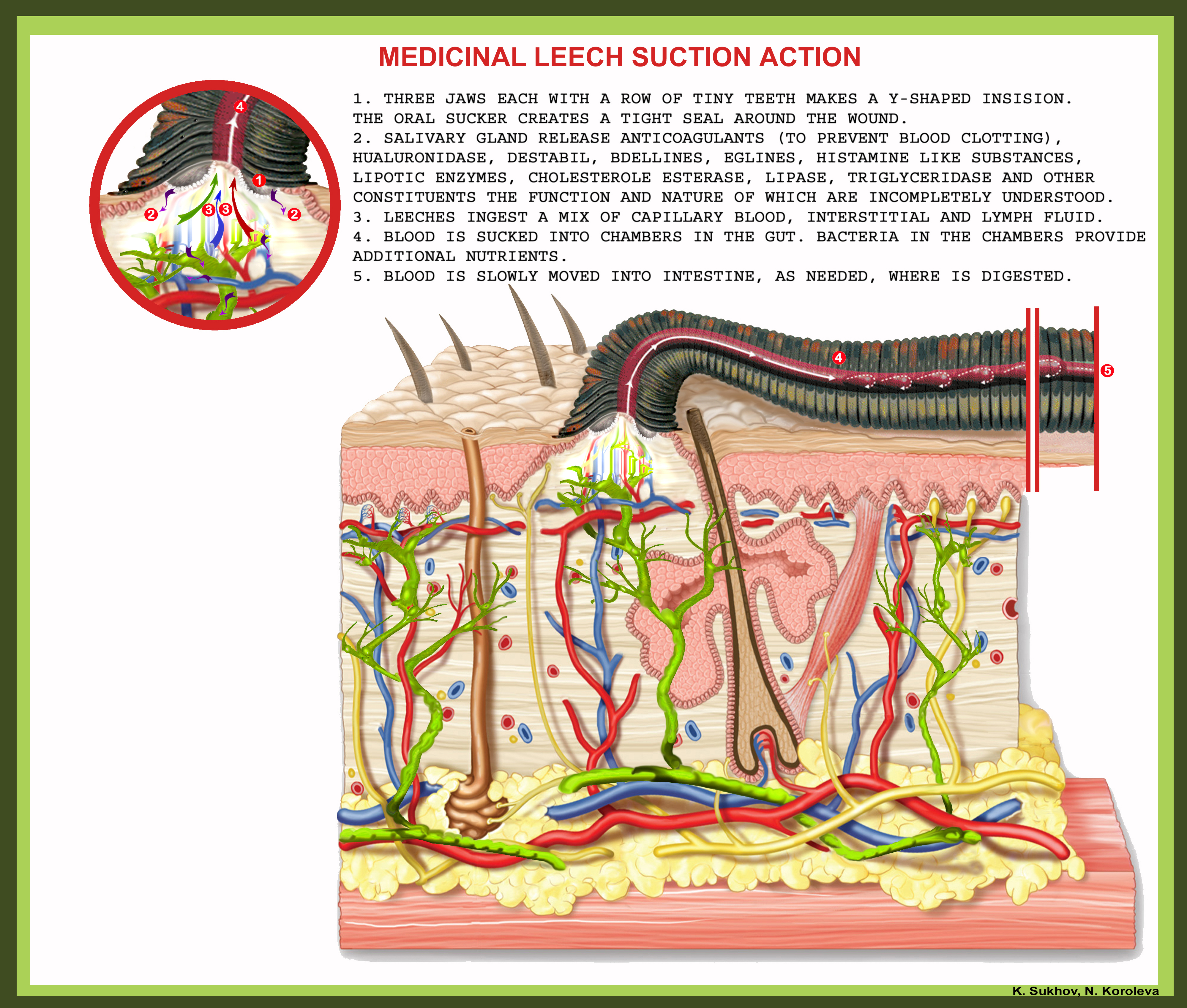
Hirudo medicinalis

La sanguijuela medicinal (Hirudo medicinalis) es una especie de anélido hirudíneo de la familia Hirudinidae. Se distribuye por gran parte de Europa, encontrándose en agua dulce. Se alimenta de sangre (hematófago).

## Generalidades
La sanguijuela medicinal europea es la especie más famosa de las numerosas especies de sanguijuelas, difíciles de distinguir a simple vista. La especie es conocida también localmente como sangonera, sanguisuela, sanguja o chupasangres. Es un anélido o gusano anillado que carece de quetas y parápodos. Su cuerpo, de hasta 30 cm, lo forman 34 metámeros, pero internamente no presenta tabiques de división. Tiene un clitelo que segrega una cápsula incubadora para la progenie.
Las sanguijuelas están protegidas en numerosos países por su disminución, consecuencia de la destrucción de su hábitat y la contaminación. Al final del siglo XIX, más de 50 millones de sanguijuelas medicinales poblaban los pantanos y estanques de Francia. 
Esta situación derivó a qué comerciantes franceses buscasen en territorios aledaños el preciado insumo médico, conllevando en el caso español a una explosión del mercado de sanguijuelas, a un incremento de sus precios e incluso a una respuesta tanto gubernamental (prohibiendo temporalmente el comercio exterior) como científico-técnico, buscando posibles soluciones para paliar la situación de insostenibilidad a la que conducía el abuso en la gestión del recurso e incrementar las poblaciones locales. 
Hoy en día está casi extinta en estado salvaje. La desecación y polución de humedales, los pesticidas, la introducción de especies exóticas, etc., han exterminado esta especie y hecho raras a la mayoría. Pocas personas en Europa occidental han visto alguna vez una sanguijuela en su medio natural.

## Descripción

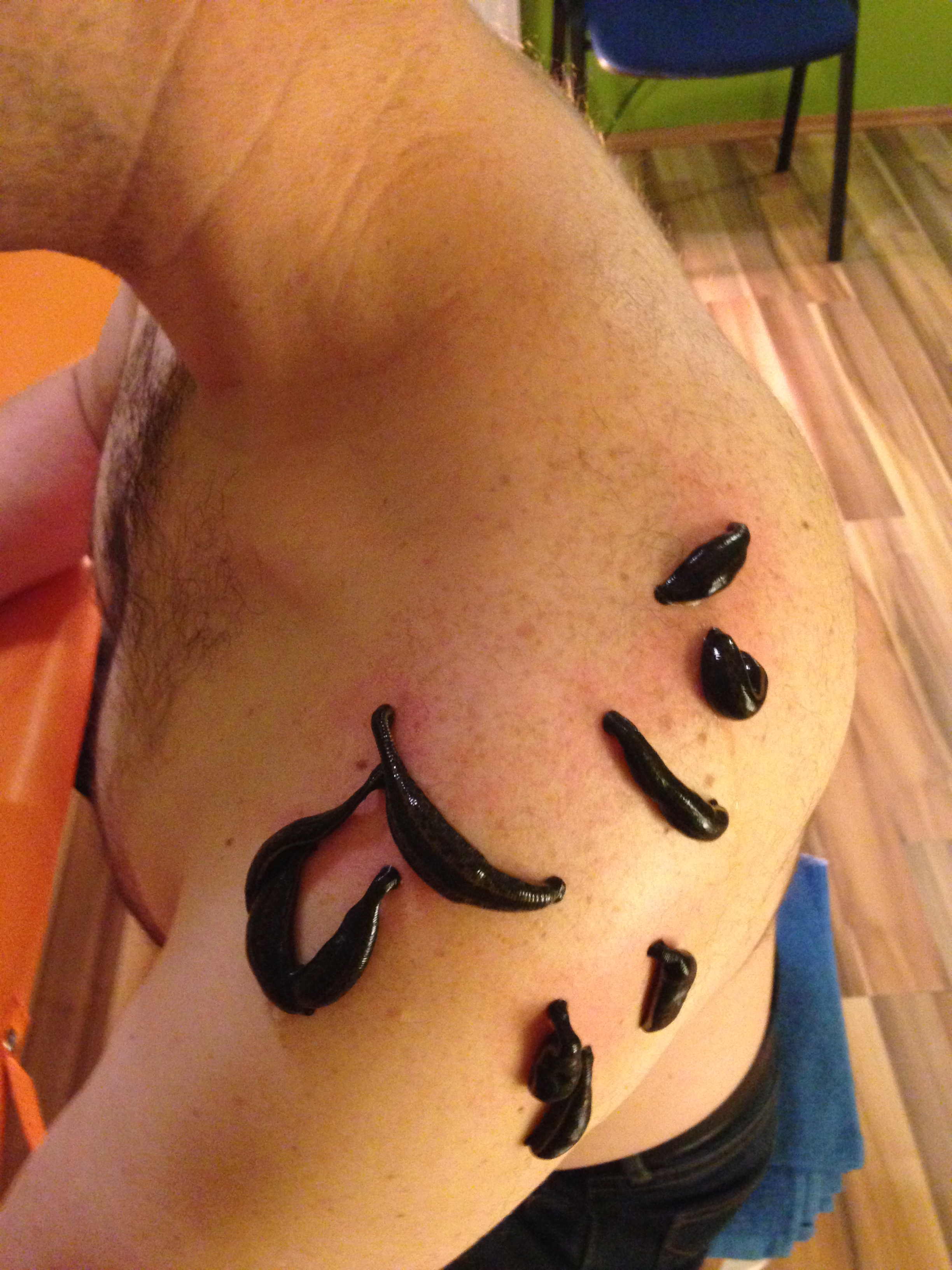
Hirudoterapia

En la parte inferior presenta una ventosa bucal, la boca (con tres mandíbulas dentadas), una ventosa posterior y ano. La boca, armada con dientes que utiliza para cortar la piel de las víctimas a las que sangra, succiona con una poderosa faringe y la ventosa bucal.
Entre los dientes poseen unas glándulas que segregan hirudina, que impide la coagulación de la sangre.
El tubo digestivo tiene numerosos ciegos donde almacenan la sangre durante largo tiempo. Usa una combinación de mucus y succión para permanecer prendida de la víctima mientras secreta en la herida  una enzima anticoagulante vasodilatadora que penetra en el torrente sanguíneo y hace que la sangre fluya en mayor cantidad.

## Origen
Hirudinea tiene un origen común de Oligochaeta, grupo en su mayoría detritivoro o filtrador, con algunas especies (Lumbriculidae) predadoras con adaptaciones similares a los hirudíneos. Hirudo no siempre depende de la sangre para vivir, pero aprovecha la oportunidad de alimentarse de los vertebrados, si se presenta.

## Uso en medicina
Las sanguijuelas se usan desde hace miles de años para sangrados en sociedades tradicionales.
Su saliva contiene un número de compuestos que asisten a su alimentación:
- Un anestésico reduce las sensaciones de la víctima, lo que permite que ésta no se percate del ataque e intente liberarse del hirudo.
- Un vasodilatador que produce que las venas cercanas al corte se agranden y proporcionen a la sanguijuela un mejor caudal. Es útil cuando la víctima es un vertebrado pequeño de sangre fría.
- El péptido anticoagulante hirudina.
- Son gusanos hematófagos y como tales son frecuentemente vectores de enfermedades infecciosas.[cita requerida]
- Como agente infeccioso estimula también las histaminas provocando inflamación local.

Las sanguijuelas producen tan poca hirudina que es poco práctico extraérsela, necesariamente debe sintetizarse usando técnicas de recombinación de ADN.
Bdellatomy es la práctica de cortar ligeramente a la sanguijuela para que la sangre del buche se le derrame. Así, pensando que no se ha llenado todavía, continúa succionando en vez de desprenderse. Esta práctica fue publicitada por primera vez en 1868 por el Daily News.

## Cazador de sanguijuelas

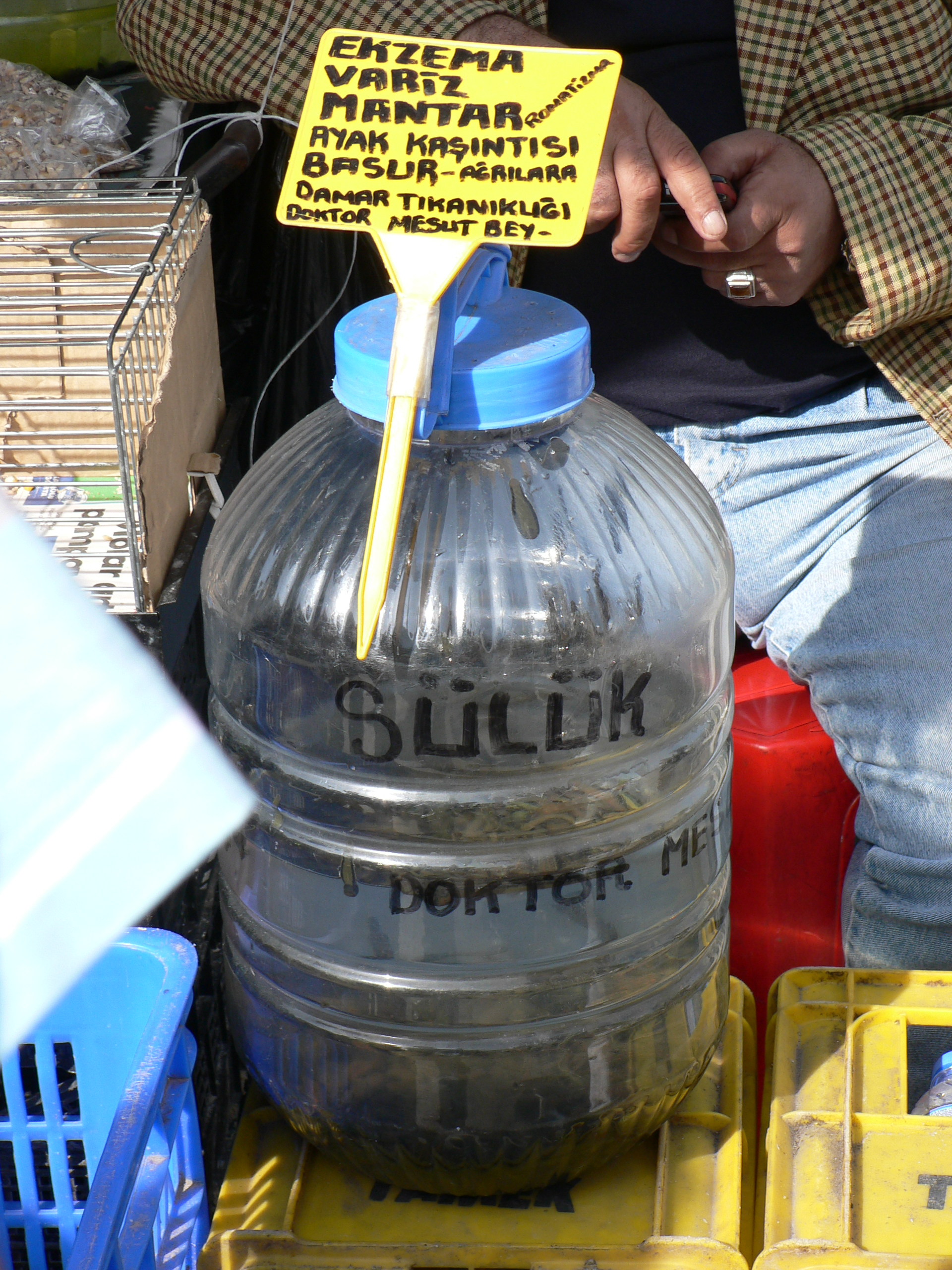
Hirudo medicinalis en un mercado de Estambul.

Un cazador de sanguijuelas es alguien que se dedica a recoger estos anélidos. Este oficio, que aún se da en algunas partes del mundo, consiste en recogerlas en un recipiente o pasearse, con las piernas descubiertas, por los pantanos, lagos, arroyos o aguas estancadas donde viven las sanguijuelas. Una vez que ha recogido o se le han adherido a las piernas y otras partes del cuerpo, el cazador sale del agua, se quita las sanguijuelas y las vende para sangrías o cebo. Como no todas las sanguijuelas son hematófagas y son iguales a simple vista, es una forma sencilla de identificar a las especies para sangría.
Desde la época de los romanos, los médicos han usado la capacidad de las sanguijuelas de extraer sangre sin dolor. Hasta ya avanzado el siglo XIX se creía que muchas enfermedades procedían de la "mala sangre" y que la cura más eficaz consistía en abatir su volumen. A algunos pacientes se les sangraba tanto que morían.
Las sanguijuelas cayeron en desuso alrededor de 1860, excepto en algunas partes de Europa y Asia, aunque los investigadores mantienen su interés en las propiedades anticoagulantes de la saliva de este gusano. Actualmente se usa extracto de hirudina en personas con riesgo de sufrir una obstrucción circulatoria. En la medicina tradicional están indicadas para eccemas, varices y como afrodisíaco.
Las sanguijuelas están protegidas en numerosos países por su disminución, consecuencia de la destrucción de su hábitat y la polución. En 1820 Inglaterra agotó sus reservas de sanguijuelas y tuvo que importarlas. En 1837, un hospital londinense usó 96.000 sanguijuelas en 50.557 pacientes. En esa época, los boticarios y barberos las vendían para uso doméstico y muchas familias las conservaban como parte del botiquín. A pesar de su aspecto repulsivo, una sanguijuela aplicada a un ojo amoratado u otra contusión puede aliviar rápidamente. 
Al final del siglo XIX, más de 50 millones de sanguijuelas medicinales poblaban los pantanos y estanques de Francia. Hoy en día está extinta en estado salvaje. La desecación y polución de humedales, los pesticidas y la introducción de especies exóticas han exterminado esta especie y hecho raras a la mayoría. Pocas personas en Europa occidental han visto nunca una sanguijuela en su medio natural.

## Anatomía
Es igual a la anatomía de la mayoría de sanguijuelas no hematófagas. (Ver Anatomía en Hirudinea).
 
Además presenta:
- Una larga faringe.
- Un  tubo digestivo con divertículos de fondo ciego para almacenar sangre.
- Un buche que trabaja como un compartimento de almacenamiento expandible. El buche permite que una sanguijuela almacene sangre hasta cinco veces el tamaño de su cuerpo. Hinchándose tanto que pasa de tener la figura de un cordón, a la figura de un limaco. Así, la sanguijuela sólo necesita alimentarse dos veces al año.

- Cinco pares de ocelos.
- La ventosa posterior que usa para sujetarse mientras succiona con la ventosa anterior.
- Glándulas salivales que segregan hirudina.
- Tres mandíbulas con más de cien dientes cada una.
- Organismos unicelulares simbiontes para digerir la sangre.
- Algunos tipos de sanguijuelas, poseen hasta 32 cerebros.[cita requerida]

## Nutrición
La sanguijuela, cuando encuentra una presa, se fija rápidamente a ella con su ventosa anterior. Su boca, con tres mandíbulas en forma de sierra de más de cien minúsculos colmillos cada una, cortan la piel, dibujando una estrella de tres puntas. Con su saliva anestésica y anticoagulante succiona de 10 minutos a una hora sin producir dolor. Una vez que se desprende el animal, el corte sigue sangrando durante varias horas.

## Digestión
La sangre se almacena en el buche con hirudina, que es un péptido anticoagulante que la prepara para su descomposición. La sangre se digiere muy lentamente, evitando su fermentación por organismos patógenos, como se explica a continuación:
La sanguijuela, como las otras especies hirudineas no hematófagas, producen exopeptidasas endógenas intestinales, que rompen las cadenas polímeras de aminoácidos, monómero por monómero, hasta degradar totalmente la molécula de proteína.
La reducción de la proteína, lentamente pero progresando, la inicia por ambos extremos: el extremo amino o el inicio carbóxilo. Así que se supone, que además de digerirlas por la arilamidasa exopeptidasa  propia, se ayuda de proteasas procedentes de bacterias simbióticas que habitan su tracto digestivo.
 Una vez degradadas las proteínas, las resintetiza en proteínas propias.
Esta forma de digerir es única en el reino animal. No sigue la misma secuencia que en los demás animales porque la sanguijuela no secreta endopeptidasas. Las exopeptidasas son muy prominentes en Erpobdella punctata norteamericana. 
La digestión exopeptica de los Hirudinea, un avance evolutivo, distingue a estos carnívoros clitelados de los oligoquetos.
La deficiencia de enzimas digestivas, y más importante, la deficiencia de vitaminas, por ejemplo el complejo vitamínico B, es compensada por las enzimas y las vitaminas producidas por su microflora intestinal simbiótica.
Hirudo medicinalis, mantiene esta relación digestiva simbionte con la bacteria Aeromonas hydrophila, que además se mantiene en cultivo segregando el antibiótico natural penicilina que la protege a ella y a la sanguijuela.
Otras especies de sanguijuela no tienen un único simbionte, sino varios.

## Reproducción
La sanguijuela es hermafrodita, cada individuo tiene gónadas de ambos sexos, ovarios y testículos.

## Del mordisco de la sanguijuela
No hay productos repelentes. Lo más efectivo es no exponer la piel desnuda y llevar ropa cerrada que no permita al gusano deslizarse adentro.
Es común, en personas acostumbradas a vivir en áreas con sanguijuelas hematófagas observar que no se acercan a ninguna o que ninguna  se les acerca por el agua o esté suspendida, colgando de la vegetación. Es posible usar insecticidas.
Las especies de sanguijuela no hematófagas son mucho más numerosas en individuos y no todas las especies hematófagas pueden alimentarse de sangre humana o perforar la piel humana. Las especies no hematófagas huyen de las personas en cuanto las detectan, como huyen del resto de  depredadores.
El zumo de limón, la sal, el alcohol, el mentol, el alcanfor, la orina y otros productos irritantes las hacen desprenderse. Como con ácaros hematófagos (garrapatas), puede ser peligroso arrancarlas y que alguna parte del animal quede en la herida, lo que puede causar una infección. Es recomendable acudir al médico, aun cuando el animal ya se haya desprendido. La cantidad de sangre que absorbe un animal no pone la vida de un niño en peligro. El principal riesgo es el pánico.
Hay pocas evidencias de transmisión de enfermedades por mordedura. La sanguijuela puede contener parásitos en su tracto digestivo que la parasiten, pero usualmente no pueden sobrevivir en humanos en ese estado ni siendo ingeridos con el animal. Si la herida se limpia correctamente, no hay riesgo de infección. La herida no duele y no debería ser rascada ya que puede introducir infecciones.